# Biserica Adormirea Maicii Domnului din Bran
Biserica Adormirea Maicii Domnului din Bran este un monument istoric aflat pe teritoriul satului Bran, comuna Bran.
A fost construita în 1820 si pictata în 1836 si poarta hramul Adormirea Maicii Domnului. Planul sau are un naos cu patru travee, flancat în extremitatea estica de doua abside semicirculare în interior si poligonale în exterior. În vest, deasupra unui vestibul, se afla turnul clopotnitei. Absida altarului este, de asemenea, semicirculara în interior si poligonala în exterior. Fatadele sunt tencuite si varuite, iar ferestrele sunt înalte, fara ancadramente. Cornisa este subliniata de un profil din tencuiala. Turnul decorat pe toata înaltimea cu pilastri neoclasici confera o nota originala, constructia pastrând structura originala.